# 3227 Hasegawa
3227 Hasegawa је астероид главног астероидног појаса чија средња удаљеност од Сунца износи 2,446 астрономских јединица (АЈ).
Апсолутна магнитуда астероида је 12,5.